# Štefanová (hora)
Štefanová (1305 m n. m.) je hora ve Velké Fatře na Slovensku. Nachází se v turčianské větvi hlavního hřebene mezi vrcholy Javorina (1328 m) na jihovýchodě a Malý Lysec (1297 m) na severu. Západním směrem vybíhá z hory krátká rozsocha klesající do Belianské doliny k soutoku Belianského potoka a Šindeľné. Východní svahy klesají do doliny Vyšná Štefanová (větev Ľubochnianské doliny). Severozápadní svahy hory jsou chráněny v rámci NPR Madačov. Vrcholové partie pokrývá vzrostlý les.

## Přístup
- po  červené turistické značce č. 0870 (Velkofatranská magistrála) z Javoriny
- po  červené turistické značce č. 0870 (Velkofatranská magistrála) ze Štefanovského sedla